# Zoltan Zinn-Collis
Zoltan Zinn-Collis, maďarsky Zinn-Collis Zoltán, (1940, Vysoké Tatry – 10. prosinec 2012, Athy) byl irský spisovatel maďarsko–slovensko–židovského původu a přeživší holokaust, který prošel Koncentračním táborem Ravensbrück a Bergen-Belsen.

## Biografie

### Rodina a původ
Zoltán Zinn se narodil roku 1940 ve městě Vysoké Tatry na území tehdejší Slovenské republiky, jeho matka byla maďarská protestantka, otec byl slovenský dělník židovského původu. Měl jednu mladší a jednu starší sestru a jednoho bratra Aladára.

### Holocaust
V roce 1944 byl ve věku 4 let deportován koncentračního tábora Ravensbrück. Jeho mladší sestra, které bylo tehdy 18 měsíců, transport nepřežila. Ještě téhož roku zde umírá i jeho otec Adolf Zinn. Zoltanův pětiletý bratr Aladár onemocněl tuberkulózou a zemřel v roce 1945 v koncentračním táboře Bergen-Belsen, kde dne 15. dubna 1945 zemřela i jeho matka, ve stejný den, kdy do tábora dorazil Červený kříž, pod vedením irského lékaře Boba Collinse. Z rodiny Zinn válečný holocaust přežil pouze Zoltán a jeho starší sestra Edita, se kterou prožil zbytek života v Irsku.

### Irsko
Obě děti v roce 1945 adoptoval doktor Bob Collins, který je vychovával se svou ženou Phyllis v Irsku. Zoltan se později stal manažerem v cestovním ruchu, oženil se a spolu se svou irskou manželkou Joan vychoval své čtyři dcery. V roce 2006 vyšla jeho autobiografická kniha v angličtině, v roce 2010 také v češtině. Zemřel doma dne 10. prosince 2012 v Athy (Baile Átha Í) v Irsku. Jeho starší sestra Edita zemřela nedlouho poté dne 27. prosince 2012.

## Kniha
- ZINN-COLLIS, Zoltan. Final Witness: My Journey from the Holocaust to Ireland. [s.l.]: Maverick House, 2006. ISBN 978-1905379187.
- ZINN-COLLIS, Zoltan. Přežil jsem peklo Bergen-Belsen. [s.l.]: Víkend, 2010. ISBN 978-80-7222-668-9.